# Joe Higashi
Joe Higashi è un personaggio presente in Fatal Fury come spalla comica  del gioco.

## Caratteristiche
Joe è il campione mondiale di Muay thai che partecipa a The King of Fighters per dimostrare a tutti la sua superiorità in combattimento, e prende parte alla maggior parte delle avventure dei fratelli Bogard che sono anche suoi grandi rivali ed ha sconfitto il campione mondiale Hwa Jai di Muay  thai  che diventa suo rivale e si sfida con lui al The King of fighters e dopo aver sconfitto di nuovo Hwa Jai diventa suo sparring partner e amico  in seguito Hwa hai viene pestato da Wolfgang Krauser che induce un nuovo torneo Kof a cui Joe partecipa   e assiste alla  sconfitta per mano di Terry su Krauser.